# Никифоров, Виктор Иванович
Виктор Иванович Никифоров (12 февраля 1900, с. Железница, ныне Дедовичский район, Псковская область — 2 мая 1966, Москва) — советский военачальник, генерал-майор (1943).

## Начальная биография
Виктор Иванович Никифоров родился 12 февраля 1900 года в селе Железница ныне Дедовичского района Псковской области.

## Военная служба

### Гражданская война
В мае 1919 года был призван в ряды РККА, после чего служил красноармейцем и помощником адъютанта 6-го конного дивизиона (2-я пограничная дивизия), в июле 1920 года был назначен на должность начальника команды связи 53-й стрелковой дивизии, в декабре — на должность помощника адъютанта Псковского отряда особого назначения. Принимал участие в боевых действиях на Северном и Западном фронтах против войск под командованием генерала Н. Н. Юденича под Петроградом и против белополяков в Белоруссии и Прибалтике. В течение весны и лета 1920 года участвовал во время советско-польской войны в ходе Майской, Июльской и Варшавской операций.

### Межвоенное время
В мае 1921 года был направлен на учёбу на 7-е Сторожиловские кавалерийские командные курсы, после окончания которых в мае 1922 года был назначен на должность командира взвода этих же курсов.
В декабре 1922 года был направлен на учёбу в 3-ю Самарскую кавалерийскую школу, после окончания которой в 1923 году был направлен в 3-й Забайкальский кавалерийский полк, где служил на должностях командира взвода и заведующего разведкой. В ноябре 1925 года был назначен на должность помощника начальника и исполняющего должность начальника оперативной части штаба Отдельной Дальневосточной кавалерийской бригады. В 1927 году окончил курсы усовершенствования по разведке при Штабе РККА, а в апреле 1930 года был назначен на должность начальника штаба 85-го кавалерийского полка.
В мае 1931 года был направлен на учёбу в Военную академию имени М. В. Фрунзе, после окончания которой в мае 1934 года назначен на должность преподавателя кафедры конницы этой же академии, а в июне 1936 года — на должность начальника 1-й части штаба и исполняющего должность начальника штаба Особой Краснознамённой кавалерийской дивизии.
В июне 1938 года Никифоров был уволен в запас, однако в апреле 1939 года восстановлен в кадрах РККА, после чего назначен на должность преподавателя кафедры конницы Военной академии имени М. В. Фрунзе, в июле 1940 года — на должность начальника штаба 15-й кавалерийской дивизии, а в апреле 1941 года — на должность начальника отдела боевой подготовки штаба Забайкальского военного округа.

### Великая Отечественная война
С началом войны находился на прежней должности.
В июле 1941 года был назначен на должность начальника отдела боевой подготовки Полевого управления Забайкальского фронта, в августе 1942 года — на должность начальника штаба 2-го стрелкового корпуса, в июле 1943 года — на должность командира 57-й мотострелковой дивизии, а в апреле 1944 года — на должность командира 85-го стрелкового корпуса.
В июле 1945 года Никифоров был назначен на должность начальника штаба группы войск МНРА генерала И. А. Плиева, после чего принимал участие в боевых действиях во время советско-японской войны.

### Послевоенная карьера
В январе 1946 года был назначен на должность старшего тактического руководителя кафедры общей тактики Военной академии имени М. В. Фрунзе.
Генерал-майор Виктор Иванович Никифоров в сентябре 1946 года вышел в отставку. 
Умер 2 мая 1966 года в Москве.

## Награды
- Орден Ленина;
- три ордена Красного Знамени;
- Орден Кутузова 1 степени;
- Медали.